# Список денних метеликів Швеції
Список денних метеликів Швеції — список видів булавовусих лускокрильців (Rhopalocera), які були зареєстровані на території Швеції. Всього у списку 113 видів з 6 родин.

## Головчаки(Hesperiidae)

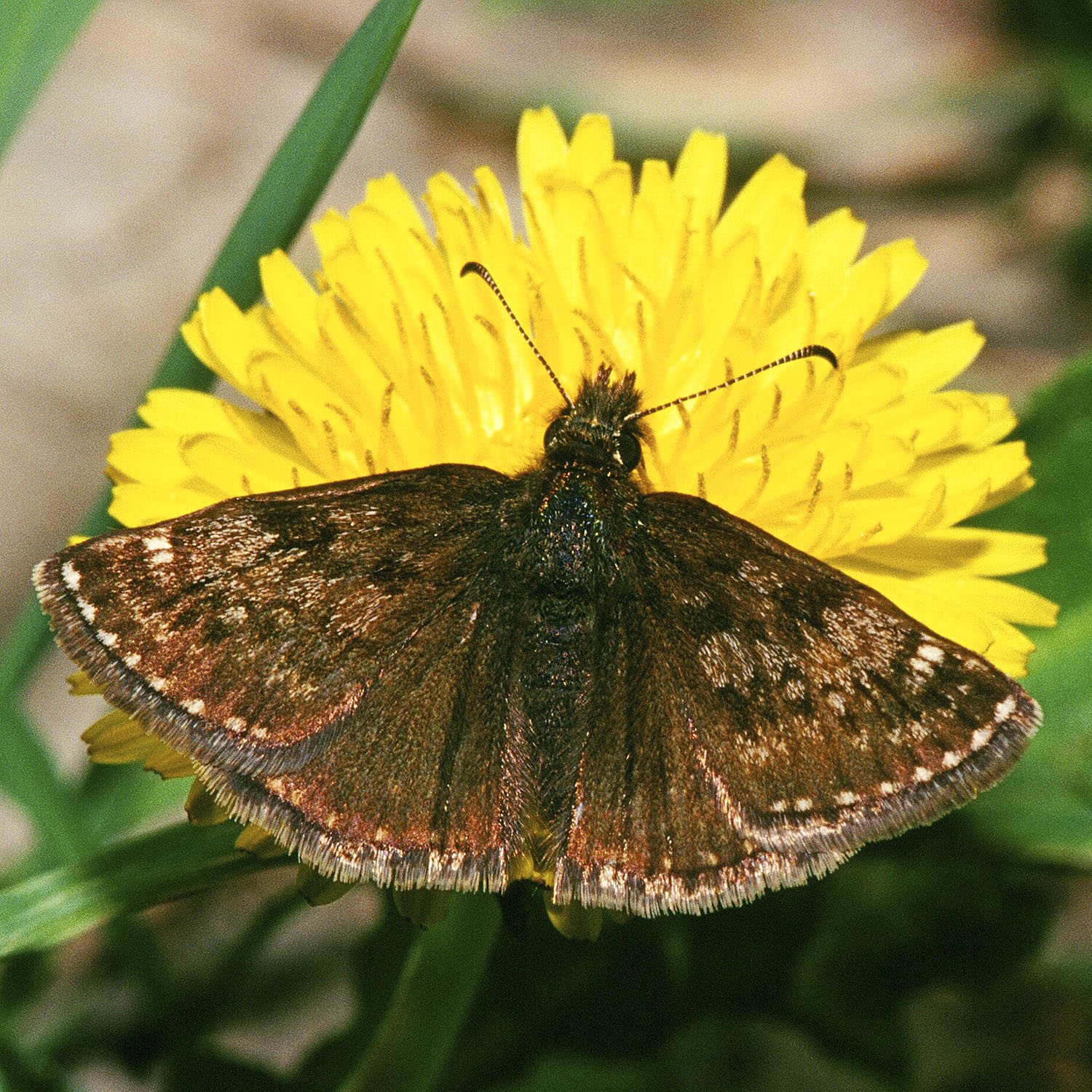
Erynnis tages

- Pyrgus malvae (Linnaeus, 1758) — головчак мальвовий
- Pyrgus alveus (Hübner, 1803) — головчак строкатий
- Pyrgus armoricanus (Oberthur, 1910) — головчак французький
- Pyrgus andromedae (Wallengren, 1853) — головчак Андромеда
- Pyrgus centaureae
- Erynnis tages (Linnaeus, 1758) — головчак Таґес
- Heteropterus morpheus (Pallas, 1771) — головчак Морфей
- Carterocephalus palaemon (Pallas, 1771) — головчак Палемон
- Carterocephalus silvicola (Meigen, 1829) — головчак-лісовик
- Thymelicus lineola (Ochsenheimer, 1808) — головчак тире
- Hesperia comma (Linnaeus, 1758) — головчак кома
- Ochlodes sylvanus (Esper, 1777)  — головчак жилкуватий

## Синявцеві(Lycaenidae)

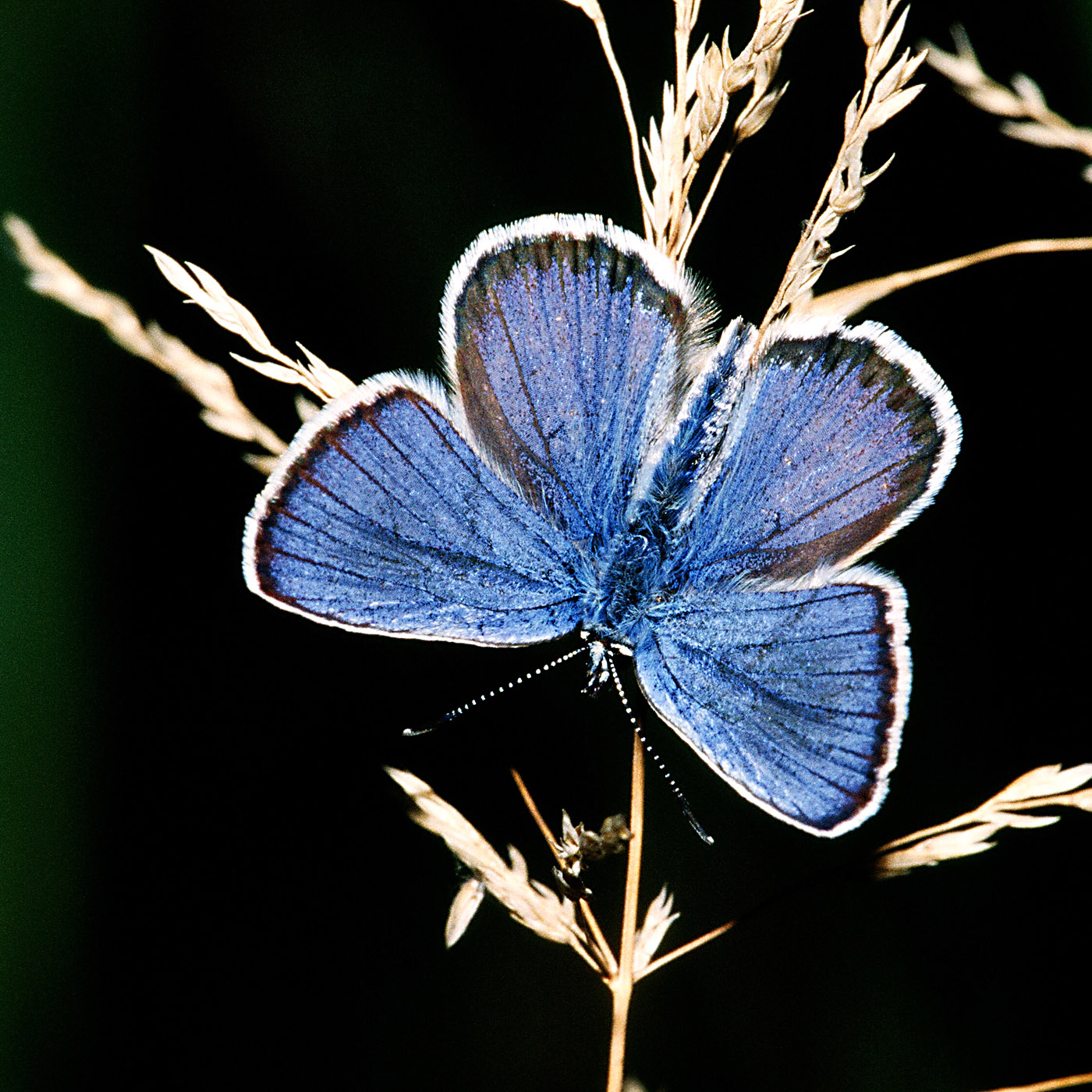
Plebejus argus

- Thecla betulae (Linnaeus, 1758) — легіт березовий
- Quercusia quercus
- Satyrium ilicis (Esper, 1779) — хвостюшок падубник
- Satyrium w-album (Knoch, 1782) — хвостюшок в'язовий
- Satyrium pruni (Linnaeus, 1758) — хвостюшок сливовий
- Callophrys rubi (Linnaeus, 1758) — хвостюшок підзелень
- Lycaena helle (Denis & Schiffermüller, 1775) — дукачик блакитнуватий
- Lycaena phlaeas (Linnaeus, 1761)
- Lycaena virgaureae (Linnaeus, 1758) — дукачик обочень
- Lycaena hippothoe (Linnaeus, 1761) — дукачик ватрак
- Cupido minimus (Fuessly, 1775) — синявець карликовий
- Celastrina argiolus (Linnaeus, 1758) — синявець крушиновий
- Glaucopsyche alexis (Poda, 1761) — синявець голуб'як
- Maculinea alcon (Denis & Schiffermüller, 1775) — синявець алькон
- Maculinea arion (Linnaeus, 1758) — синявець Аріон
- Scolitantides orion (Pallas, 1771) — синявець Оріон
- Plebejus argus (Linnaeus, 1758) — синявець Аргус
- Plebejus idas (Linnaeus, 1761) — синявець Ідас
- Plebejus argyrognomon (Bergstrasser, 1779) — синявець Аргирогномон
- Vacciniina optilete (Knoch, 1781) — синявець торфовищний
- Eumedonia eumedon — синявець евмедон
- Aricia artaxerxes (Fabricius, 1793)
- Plebeius nicias
- Albulina orbitulus
- Agriades glandon
- Cyaniris semiargus
- Polyommatus amandus (Schneider, 1792) — синявець приязний
- Polyommatus dorylas (Denis & Schiffermüller, 1775) — синявець туркусовий
- Polyommatus icarus (Rottemburg, 1775) — синявець Ікар

## Сонцевики(Nymphalidae)

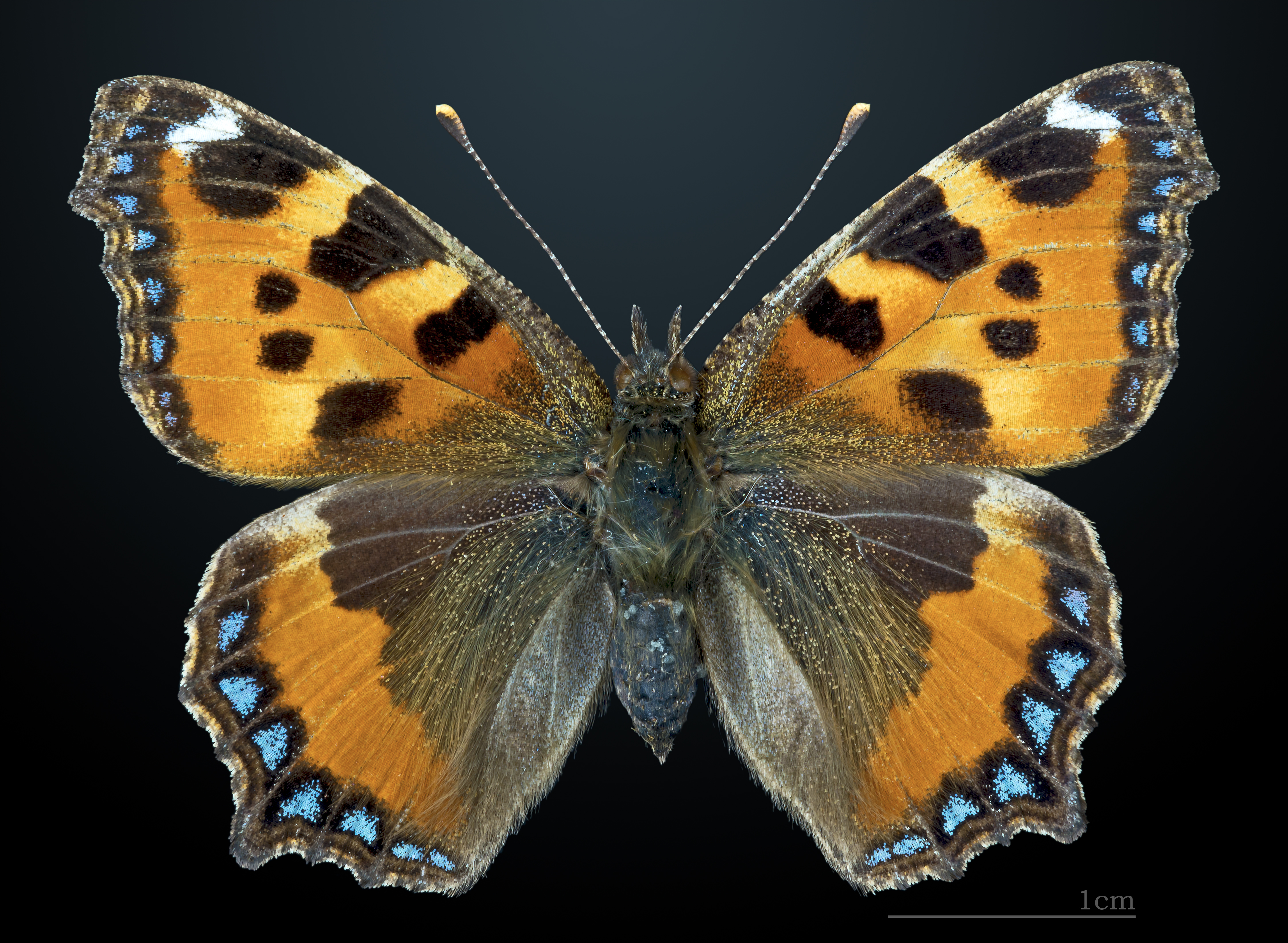
Aglais urticae

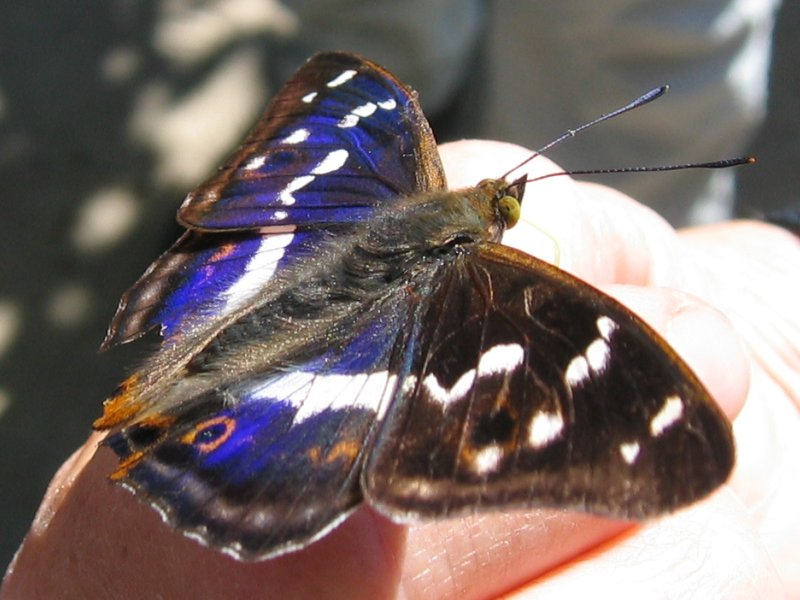
Apatura iris

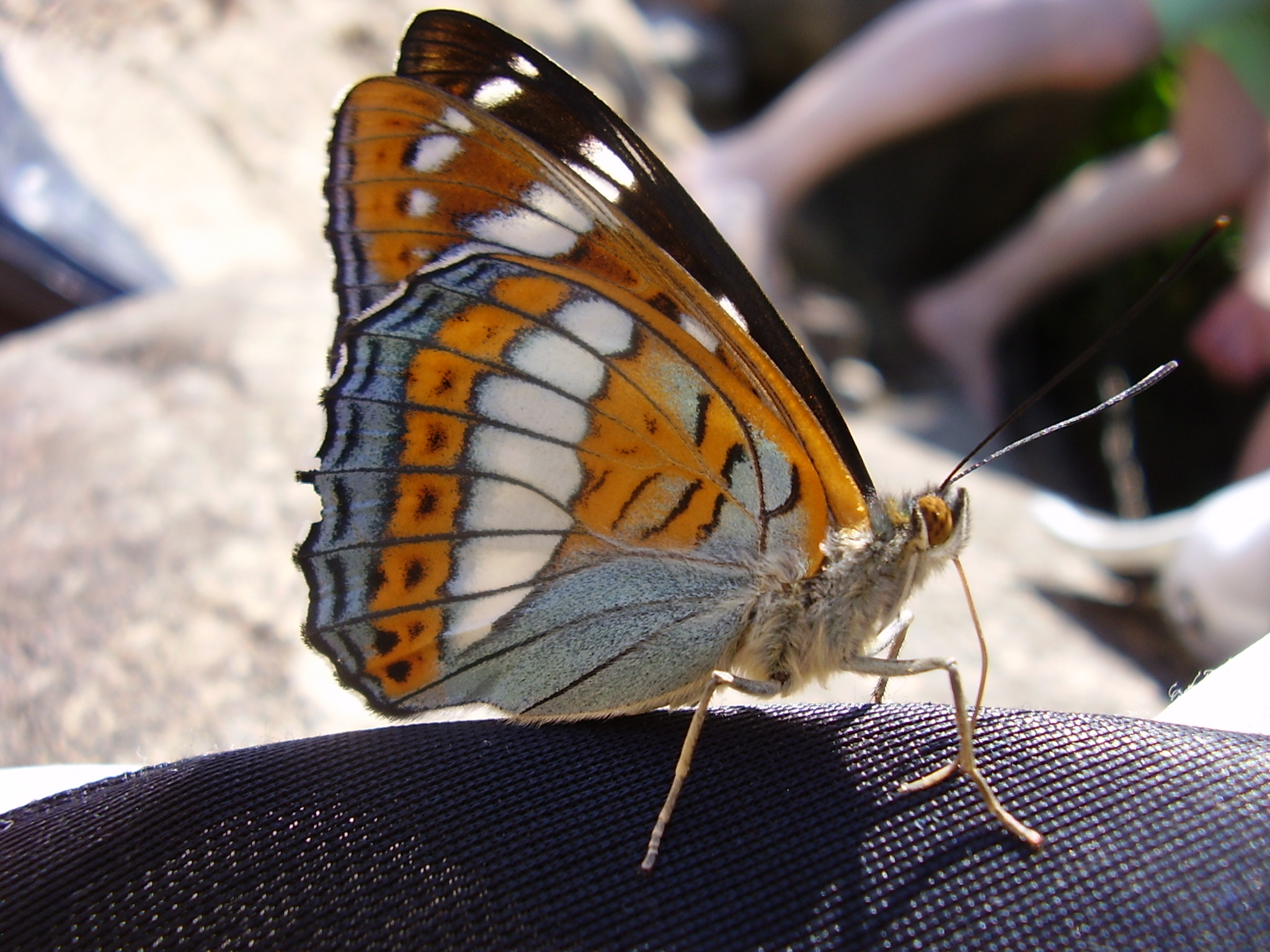
Limenitis populi

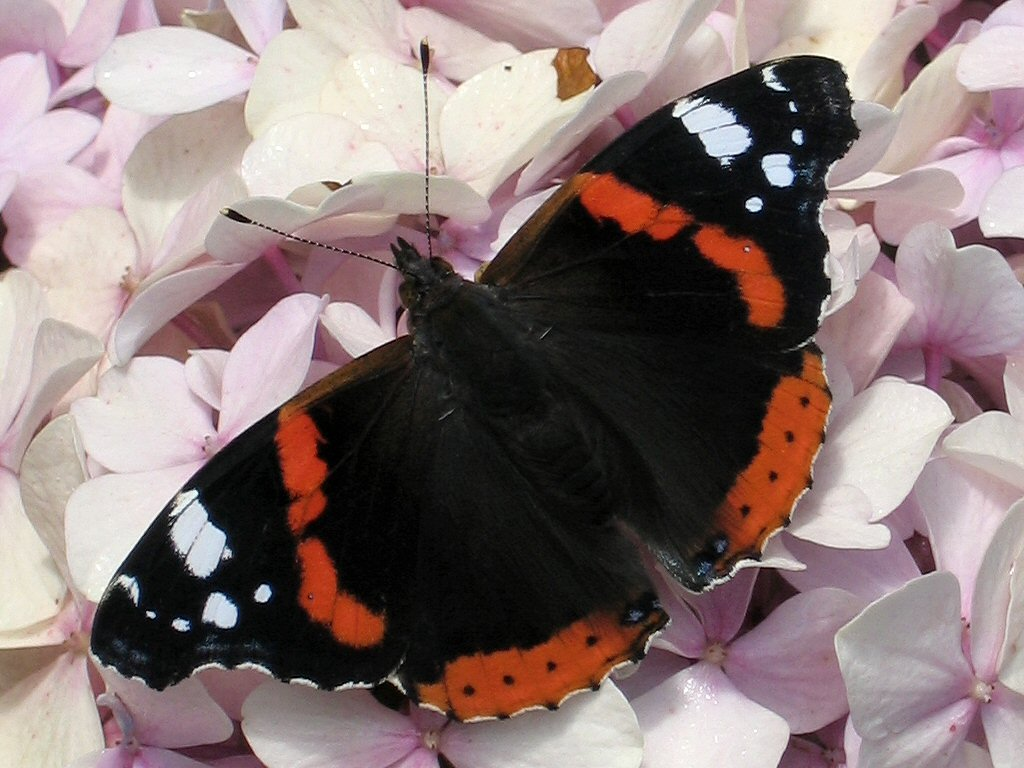
Vanessa atalanta

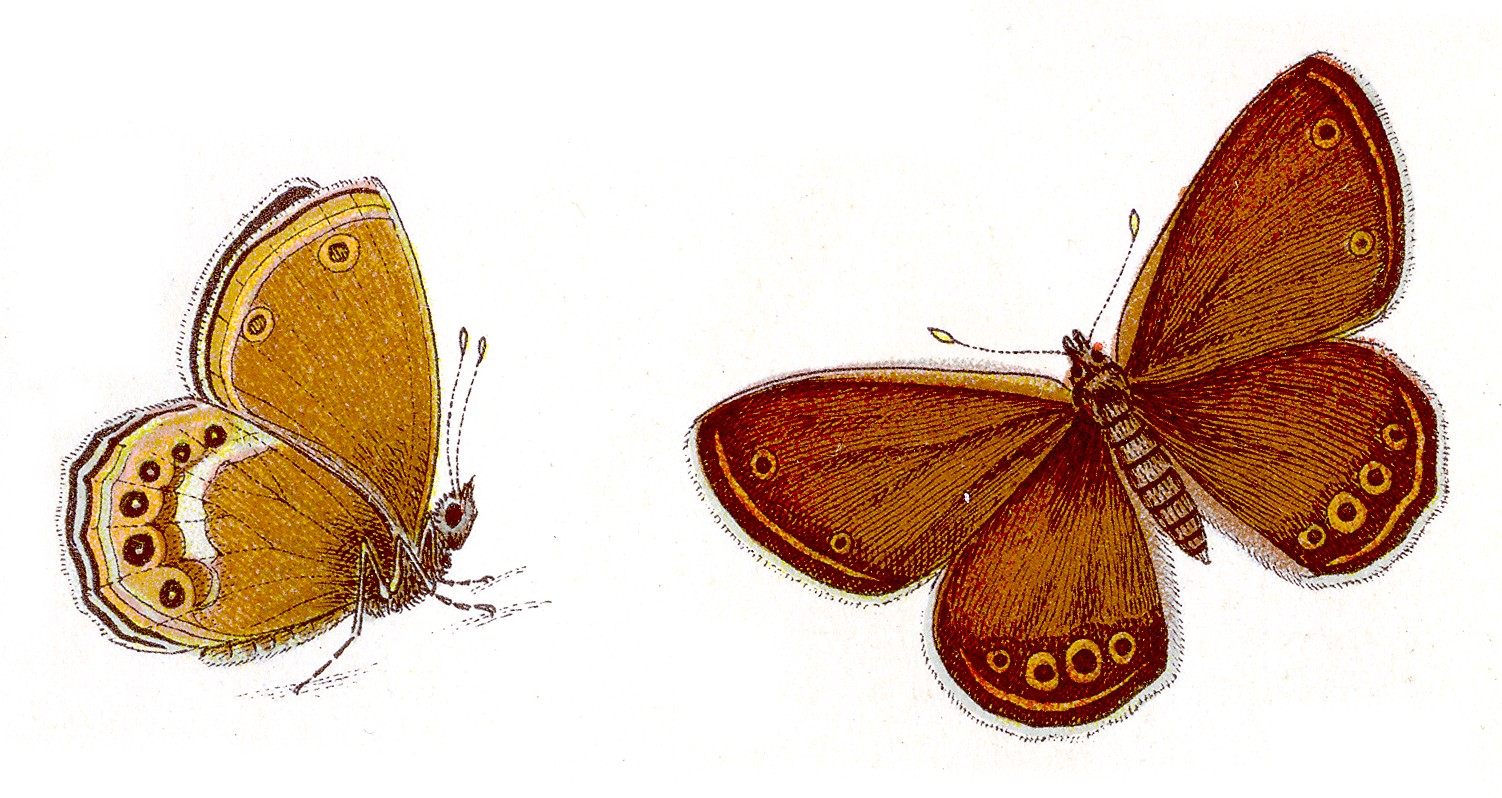
Coenonympha hero

- Apatura iris (Linnaeus, 1758) — Мінливець великий
- Limenitis populi (Linnaeus, 1758) — Стрічкарка тополева
- Nymphalis polychloros (Linnaeus, 1758) — Бараниця грушева
- Nymphalis antiopa (Linnaeus, 1758) — Жалібниця
- Inachis io(Linnaeus, 1758) — Сонцевик павиче око
- Vanessa atalanta (Linnaeus, 1758) — Сонцевик адмірал
- Vanessa cardui (Linnaeus, 1758) — Сонцевик будяковий
- Aglais urticae (Linnaeus, 1758) — Сонцевик кропив'яний
- Polygonia c-album (Linnaeus, 1758) — щербатка c-біле
- Araschnia levana (Linnaeus, 1758) — сонцевичок змінний
- Argynnis paphia (Linnaeus, 1758)
- Argynnis laodice (Pallas, 1771) — підсрібник Лаодіка
- Argynnis aglaja (Linnaeus, 1758) — підсрібник габовий
- Argynnis adippe (Denis & Schiffermüller, 1775)
- Argynnis niobe (Linnaeus, 1758) — перламутрівка ніоба
- Issoria lathonia (Linnaeus, 1758) — підсрібник Латонія
- Brenthis ino (Rottemburg, 1775) — перлівець Іно
- Boloria napaea
- Boloria aquilonaris (Stichel, 1908) — перлівець північний
- Boloria eunomia (Esper, 1799) — перлівець Евномія
- Boloria euphrosyne (Linnaeus, 1758) — перлівець Єфросина
- Boloria selene (Denis & Schiffermüller, 1775) — перлівець Селена
- Boloria chariclea
- Clossiana freija
- Clossiana polaris
- Clossiana thore
- Boloria frigga
- Clossiana improba
- Melitaea cinxia (Linnaeus, 1758) — рябець рудий
- Melitaea diamina (Lang, 1789) — рябець діаміна
- Melitaea athalia (Rottemburg, 1775) — рябець Аталія
- Melitaea britomartis Assmann, 1847 — рябець Бритомартида
- Euphydryas maturna (Linnaeus, 1758) — рябець великий
- Hypodryas iduna
- Euphydryas aurinia (Rottemburg, 1775) — рябець Авринія
- Hipparchia semele (Linnaeus, 1758)
- Oeneis norna
- Oeneis bore
- Oeneis jutta (Hübner, 1806) — оксамитниця Ютта
- Erebia ligea (Linnaeus, 1758) — гірняк темнорудий
- Erebia embla
- Erebia disa
- Erebia pandrose
- Maniola jurtina (Linnaeus, 1758)
- Aphantopus hyperantus (Linnaeus, 1758) — очняк квітковий
- Coenonympha tullia (Muller, 1764)
- Coenonympha pamphilus (Linnaeus, 1758) — прочанок памфіл
- Coenonympha arcania (Linnaeus, 1761) — прочанок Арканія
- Coenonympha hero (Linnaeus, 1761) — сінниця Геро
- Pararge aegeria (Linnaeus, 1758) — осадець Егерія
- Lasiommata megera (Linnaeus, 1767) — осадець Мегера
- Lasiommata maera (Linnaeus, 1758) — осадець великий
- Lasiommata petropolitana
- Lopinga achine (Scopoli, 1763) — осадець білозір

## Косатцеві(Papilionidae)

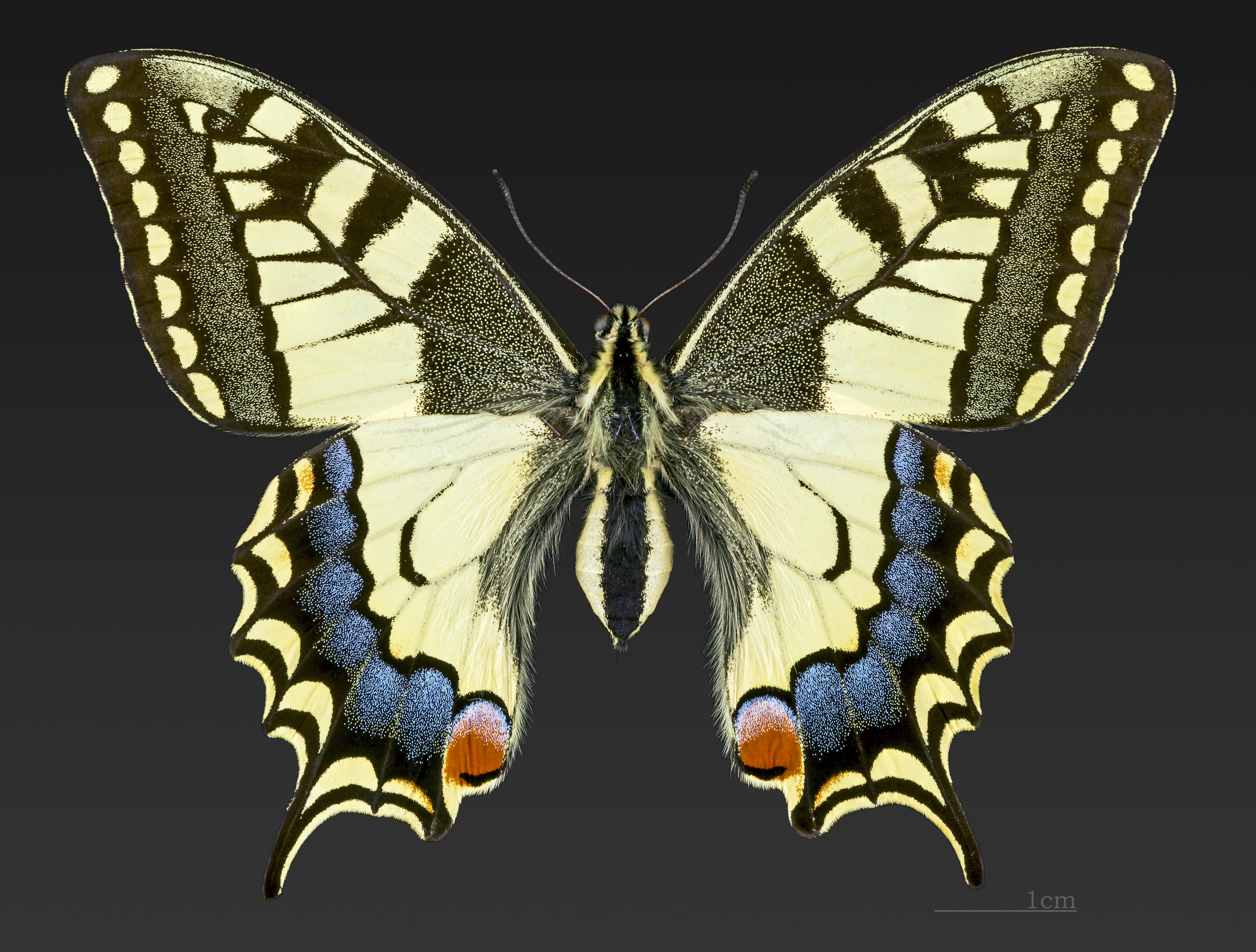
Papilio machaon

- Parnassius apollo (Linnaeus, 1758) — аполлон
- Papilio machaon Linnaeus, 1758 — махаон
- Parnassius mnemosyne (Linnaeus, 1758) — мнемозина

## Біланові(Pieridae)
- Aporia crataegi (Linnaeus, 1758) — білан жилкуватий
- Pieris brassicae (Linnaeus, 1758) — білан капустяний
- Pieris rapae (Linnaeus, 1758) — білан ріпаковий
- Pieris napi (Linnaeus, 1758)  білан брукв'яний
- Pontia edusa (Fabricius, 1777)
- Anthocharis cardamines — Зоряниця Аврора
- Colias nastes
- Colias palaeno (Linnaeus, 1761) — жовтюх торфовищний
- Colias hecla
- Colias hyale (Linnaeus, 1758)
- Colias croceus (Fourcroy, 1785) — жовтюх помаранчик
- Gonepteryx rhamni (Linnaeus, 1758) — цитринець
- Leptidea sinapis (Linnaeus, 1758)
- Leptidea reali

## Riodinidae
- Hamearis lucina (Linnaeus, 1758) — люцина